# Agnieszka Skala-Gosk
Agnieszka Skala-Gosk (ur. 17 marca 1976 w Warszawie) – polska ekonomistka, doktor habilitowany nauk ekonomicznych w dyscyplinie nauk o zarządzaniu, nauczyciel akademicki na Wydziale Zarządzania Politechniki Warszawskiej.

## Biografia
Absolwentka kierunku Zarządzanie i Marketing w Szkole Głównej Handlowej w Warszawie (1999). W 2002 roku ukończyła studia podyplomowe w zakresie Integracji Europejskiej w Centrum Europejskim Uniwersytetu Warszawskiego. W 2004 roku w Kolegium Zarządzania i Finansów macierzystej uczelni uzyskała na podstawie rozprawy Model ścieżki równoważenia transportu w warunkach integracji sektora stopień doktora nauk ekonomicznych. W 2019 roku Rada Wydziału Zarządzania Politechniki Warszawskiej na podstawie monografii Startupy. Wyzwanie dla zarządzania i edukacji przedsiębiorczości nadała jej stopień doktora habilitowanego nauk ekonomicznych w dyscyplinie nauk o zarządzaniu.  
W latach 2000−2002 pracowała w Ośrodku Badawczym Ekonomiki Transportu, a od 2002 roku w Departamencie Funduszy Europejskich Ministerstwa Infrastruktury. Od 2006 roku pracuje na Politechnice Warszawskiej, w latach 2006−2017 na Wydziale Transportu, a od 2017 roku na Wydziale Zarządzania. Od 2021 roku kierownik Zakładu Przedsiębiorczości i Innowacji na tym wydziale. Obszar jej zainteresowań naukowych to m.in. startupy i ekosystemy startupowe, przedsiębiorczość technologiczna i edukacja przedsiębiorczości.
Absolwentka pierwszej edycji kursu Lean LaunchPad Educators Program w Haas School of Business Uniwersytetu Kalifornijskiego w Berkeley w Stanach Zjednoczonych (2012). Inicjatorka i współautorka (w latach 2015−2018) corocznego badania „Polskie Startupy” Fundacji Startup Poland. W semestrze letnim roku akademickiego 2024/2025 przebywała na stażu naukowym w Chalmers School of Entrepreneurship na Uniwersytecie Technicznym Chalmersa w Szwecji.
Od 2024 roku członkini Rady Instytutu Innowacji i Technologii ITECH – Sieć Badawcza Łukasiewicz oraz (od 2025 roku) zespołu ds. wzmocnienia transferu wyników badań naukowych powołanego przez Ministra Nauki i Szkolnictwa Wyższego. 
Od 2025 roku redaktorka naczelna czasopisma „Marketing Instytucji Naukowych i Badawczych”.

## Medale i oznaczenia
- Medal Komisji Edukacji Narodowej (2023)[15]

## Wybrane publikacje
- Petra Kinga Kézai, Agnieszka Skala, Remarks on the location theories of startups: A case study on the Visegrad countries, „Regional Science Policy & Practice”, Volume 16, Issue 9, 2024.
- Agnieszka Skala, Digital Startups in Transition Economies: Challenges for Management, Entrepreneurship and Education, Palgrave Macmillan 2019, ISBN 978-3-030-01499-5.
- Agnieszka Skala, Startupy. Wyzwanie dla zarządzania i edukacji przedsiębiorczości, Wydawnictwo edu-Libri, Kraków–Legionowo 2018, ISBN 978-83-65648-89-1
- Agnieszka Skala, Spiralna definicja startupu, „Przegląd Organizacji”, nr 9, 2017.
- Katarzyna Rostek, Agnieszka Skala, Differentiating criteria for Polish startup companies, „Problemy Zarządzania”, Volume 15(1), 2016.
- Jerzy Cieślik, Agnieszka Skala, Nowe tendencje w kształceniu innowacyjnych przedsiębiorców, „Horyzonty Wychowania”, Volume 15(34), 2016.